# Eugen Richter
Eugen Richter, född 30 juli 1838 i Düsseldorf, död 10 mars 1906 i Berlin, var en tysk politiker.
Richter tillhörde först den civila tjänstemannabanan, men lämnade denna 1864, då hans val till borgmästare i Neuwied ej bekräftades av den med hans frisinnade åsikter missnöjda regeringen och han i stället mot sin vilja förflyttades till tjänstgöring i Bromberg i Ostpreussen. Han slog sig därpå ned i Berlin samt ägnade sig åt publicistisk och parlamentarisk verksamhet. År 1867 fick han en plats i nordtyska riksdagen och invaldes 1871 i tyska riksdagen samt representerade där från 1874, liksom i preussiska deputeradekammaren, i vilken han invalts 1869, till sin död valkretsen Hagen. 
Richter anslöt sig till Deutsche Fortschrittspartei, i vilket han snart vann inflytande och blev slutligen partiledare. Han tillhörde nästan alltid oppositionen och satte sig med iver emot alla förslag, som gick ut på att öka statens myndighet gentemot den fria konkurrensen särskilt på det ekonomiska området, till exempel Otto von Bismarcks hela sociala reformlagstiftning, järnvägsförstatligande, alla inskränkningar i handels- och näringslagstiftningen samt tullpolitiken. Även motsatte han sig i regel anslagsökningar till armén och flottan. Denna rent negativa opposition, buren av en till ytterlighet stegrad individualistisk åskådning, förde dock så småningom med sig, att han vid voteringarna övergavs av flera bland sina egna partikamrater, och motsatsen emellan honom och dem skärptes ytterligare, sedan han i den av honom 1885 uppsatta "Freisinnige Zeitung" i många fall började föra ett annat språk än partiets övriga organ. År 1893 vållade han genom sin omedgörlighet i försvarsreformfrågan att Deutsche Freisinnige Partei (tidigare Deutsche Fortschrittspartei) sprängdes, varefter han blev ledare för en ny partigrupp, Freisinnige Volkspartei. 
Richter var en principiell motståndare till hela den socialdemokratiska åskådningen och bekämpade denna bland annat i sina mycket spridda agitationsskrifter Die Irrlehren der Sozialdemokratie (1890) och Sozialdemokratische Zukunftsbilder (1891; svensk bearbetning "Socialdemokratiska framtidsbilder", 1907, andra upplagan 1908). År 1904 avgick han från ledningen av "Freisinnige Zeitung". Han utgav bland annat en politisk handbok för radikala valmän Politisches ABC-Buch (1881; tionde upplagan 1903) samt memoarverken Jugenderinnerungen (1892) och Im alten Reichstag, Erinnerungen (två band, 1894-96).